# Школа Ефремова
«Шко́ла Ефре́мова» — литературное направление, представители которого группировались со второй половины 1970-х годов вокруг редакции фантастической литературы издательства «Молодая гвардия», возглавлявшейся в 1973—1978 годах Юрием Медведевым, а в 1978—1992 годах — Владимиром Щербаковым (последовательно отрицавшим свою связь со «школой»).
В первой половине 1970-х годов советская литература, и мейнстримная, и фантастическая, испытывала раскол, коренящийся как в культурно-идеологической («западники» — «почвенники»), так и в мировоззренчески-поколенческой (сциентизм — нью-эйдж) и экономической сферах: в условиях плановой экономики шла борьба различных писательских группировок за объёмы издательских планов. Практическую монополию на издание фантастики имела «Молодая гвардия»; кроме того, неофициальными квотами на печатание фантастических произведений обладали издательства «Детская литература» и «Знание». В период руководства Ю. Медведева возникла так называемая «школа Ефремова» (термин появился в следующем десятилетии), названная в честь скончавшегося в 1972 году писателя-фантаста И. А. Ефремова. Медведев претендовал на развитие тематики ефремовских произведений, особенно связанной с древней историей и эзотерикой. «Школой Ефремова» именовалось также Всесоюзное творческое объединение молодых писателей-фантастов издательства «Молодая гвардия» (ВТО МПФ, существовало в 1987—1991 годах), противопоставленное её создателями «четвёртой волне» советской фантастики, связанной с творчеством Стругацких.
Во второй половине 1980-х годов «школа Ефремова» объединяла примерно 80 % советских писателей-фантастов, критиков-фантастоведов, библиографов, активистов клубов любителей фантастики. Литературная продукция авторов «школы Ефремова» вызывала преимущественно негативные отзывы как советских, так и эмигрантских критиков. В щербаковской редакции «Молодой гвардии» начали писательскую карьеру Александр Бушков, Василий Головачёв и Юрий Никитин, а в ВТО МПФ — Василий Звягинцев.

## История

### Редакция фантастической литературы издательства «Молодая гвардия» 1970-х годов
В 1973 году заведующий отделом фантастики «Молодой гвардии» Сергей Жемайтис был заменён Юрием Медведевым, который в тот период считался прогрессивным литератором и публиковался в журнале «Техника — молодёжи». Однако его назначение совпало с резким изменением издательской политики советской власти. Особенностью данной политики в СССР 1950—1980-х годов являлось то, что не приветствовались переиздания авторов и произведений «низкого» жанра (фантастика и приключения) — этому препятствовали организационные и финансовые барьеры. Переиздания в условиях плановой экономики резервировались для писателей-классиков, которыми для фантастики в хрущёвско-брежневскую эпоху считались Алексей Толстой, Александр Беляев и несколько позже Александр Грин, а также писатели-юбиляры. К 1977 году в число классиков официально вошёл Иван Ефремов. Выходом зачастую являлся выпуск книг в новой редакции, в чём весьма преуспел Александр Казанцев, чья творческая манера предусматривала постоянную доработку прежних произведений. Произведения малого и среднего жанра могли быть переизданы в авторских и коллективных сборниках. Кроме того, со второй половины 1960-х годов нарастал поколенческий конфликт, который имел и тематическое измерение: противостояние научно-технической и философской фантастики. Представители старшего поколения (в первую очередь А. Казанцев) занимали должности в Союзе писателей, тогда как «молодые» писатели (крупнейшими из них были Стругацкие) уже завоевали читательскую аудиторию и консолидировались на базе издательства «Молодая гвардия». Писатели, не примыкавшие ни к одной из группировок и не имеющие покровителей (например, Ю. Котляр), оказывались «за бортом» издательской деятельности, но при этом имели возможность выступать в прессе с критикой.
Существовал и персональный фактор. По мнению А. Первушина, убеждения Ю. Медведева существенно расходились с марксистско-ленинской идеологией (философская фантастика являлась выражением коммунистического проекта «оттепельных» лет): он явно проводил линию «неоязыческой эзотерики и космизма», впоследствии провозгласив себя основателем «школы Ефремова». Согласно учению Ю. Медведева, Высший Разум обязан быть высшим в том числе и по морально-этическим качествам, в произведениях всё должно быть «нетленно, гармонично, красиво, вековечно». В этом плане его личное противодействие изданию повести «Пикник на обочине» объяснялось глубинными эстетическими и мировоззренческими установками (космическая сверхцивилизация проигнорировала землян, оставив на нашей планете в буквальном смысле помойку). Из-за отмеченных выше особенностей распределения квот резко упало число издаваемых книг: Стругацкие в течение семи лет (с 1973 по 1980 год) не могли выпустить в свет сборник «Неназначенные встречи», со скандалом порвал отношения с редакцией Владимир Савченко, много лет без движения лежала рукопись сборника рассказов Дмитрия Биленкина. Количество новых изданий во второй половине 1970-х годов едва ли достигало десяти. В результате писатели, добившиеся популярности, особенно Кир Булычёв и Ольга Ларионова, уходили в журналы и другие издательства (в первую очередь «Знание» и «Детская литература»). Как отмечал Л. Лобарёв, в 1970-е годы именно эти два издательства негласно получали фонды и производственные мощности под фантастику.

### Эпоха позднего застоя
С 1978 года руководителем редакции фантастики «Молодой гвардии» стал Владимир Щербаков. Предшествующие два с половиной года он являлся заместителем главного редактора в «Технике — молодёжи», превратив (по выражению А. Первушина) научно-популярный материалистический журнал в оплот эзотерики и паранауки. Площадкой для проведения эксперимента над журналом стала рубрика «Антология таинственных случаев», где публиковались материалы об НЛО, биополе, радиоэхе и гипотетическом изобретении лазера австралийскими аборигенами. Фантастика как жанр пользовалась в СССР огромной популярностью, и соответствующие издания выходили огромными тиражами; поэтому редакция привлекала людей с неортодоксальными идеями, у которых были большие шансы донести их до публики. Всеволод Ревич называл это направление (представителями которого, кроме В. Щербакова, были Евгений Гуляковский, Юрий Петухов, Юрий Никитин) «нуль-литературой». Ещё при Ю. Медведеве «Молодая гвардия» начала издавать альманахи «Тайны веков» и «Дорогами тысячелетий», где постоянными авторами выступали Валерий Скурлатов и сам Щербаков, посвятившие свои произведения созданию фантастической истории древних славян, а также подпитывавшие веру в «снежного человека» и космических пришельцев, что рассматривалось как средство отвлечь молодёжь от насущных социальных и политических проблем.
В. Щербаков наладил работу над изданием фантастики, в количественном отношении вернувшейся к потоку времён «бума» 1960-х годов. По словам А. Первушина, Щербаков взял курс на замену идеологической базы советской фантастики, основывая её на «Нью-эйдж», адаптированной к «застойному» обществу: «Советская версия, предложенная Щербаковым, представляла собой более примитивную смесь из криптоисторических, палеофантастических и оккультных теорий». Свою связь со «школой Ефремова» В. Щербаков последовательно отрицал. Эталонным произведением поздней «молодогвардейской» фантастики стал роман Сергея Павлова «Лунная радуга», достоинства которого признавали даже противники «нуль-литературы». В этом романе гармонично соединялась идеология внеземной экспансии и нью-эйджевское обетование изменения человеческой природы. «Лабораторией для модификации людей как биологического вида, который обретёт экстрасенсорные способности, должна была послужить сама Вселенная». А. Первушин утверждал, что редакторская политика В. Щербакова имела большой потенциал. Однако он всецело следовал линии, заложенной Ю. Медведевым, и в результате сам обратился к «русскому космизму», понятие о котором широко распространилось как раз ко времени публикации «Лунной радуги». Ю. Медведев в повести «Чаша терпения» (1983) пропагандировал мистические идеи позднего Циолковского. Тем не менее Щербаков вывел к массовому читателю поэта-неформала Вячеслава Назарова, а также опубликовал экспериментальный роман Георгия Шаха «Нет повести печальнее на свете» (1984). Именно в щербаковской редакции начали литературную карьеру Александр Бушков, Василий Головачёв и Юрий Никитин.

### Перестройка и ВТО МПФ
В 1987 году возникло Всесоюзное творческое объединение молодых писателей-фантастов издательства «Молодая гвардия» (ВТО МПФ, «Объединение») — первое в СССР негосударственное издательство, специализировавшееся на выпуске фантастической литературы молодых авторов. Возглавлял его Виталий Пищенко (Новосибирск). Определение «Школа Ефремова» появилось в первом же сборнике ВТО МПФ «Румбы фантастики» как название тематической рубрики. За четыре года ВТО МПФ выпустило 104 (по другим данным, 94) сборника, в состав которых входили 723 произведения 208 авторов; совокупный их тираж составил примерно 11 миллионов экземпляров. Всего «школа Ефремова» объединила 250 человек — примерно 80 % советских писателей-фантастов, критиков-фантастоведов, библиографов, активистов клубов любителей фантастики.
В вышедшем в 1993 году тематическом томе «Библиотеки фантастики» автор предисловия — космонавт В. Севостьянов — относил образование сообщества учеников и последователей И. А. Ефремова к 1980-м годам, называя имена его прямых учеников — Геннадия Прашкевича и Евгения Гуляковского. Из авторов, представленных в сборниках ВТО МПФ, к «школе Ефремова» относили Ю. Глазкова, Е. Грушко, Е. Гуляковского, О. Корабельникова, В. Рыбина, М. Пухова, Е. Сыча, Ю. Тупицына и многих других. В одном только постоянном семинаре молодых писателей-фантастов Сибири числилось около пятидесяти человек. Как отмечала критик О. Дрябина (секретарь Ассоциации исследователей фантастики), называть всех перечисленных последовательными и прямыми продолжателями литературной традиции И. Ефремова и его мировоззренческих позиций не приходится. Руководство «Объединения» предпочитало выносить на первый план принципы «гуманизма, социального оптимизма, не приукрашивания будущего, но тщательного исследования завтрашнего дня, который создаётся сегодня и сейчас». Критик Василий Владимирский утверждал, что ВТО МПФ «практически не открывало новых крупных имён, зато охотно предоставляло площадку (и тем выводило их на следующий уровень) авторам, дебютировавшим в предыдущие годы на страницах газет и провинциальных журналов». Едва ли не единственным исключением оказался Василий Звягинцев, дебютировавший рассказами, а затем и начальным романом эпопеи «Одиссей покидает Итаку», публиковавшимся по частям.
В июле 1988 года ВТО МПФ провёл первый всесоюзный семинар. В ноябре 1988 года «Объединение» спровоцировало последний в истории СССР крупный литературный конфликт, когда в повести Юрия Медведева «Протей» в завуалированной форме содержалось обвинение Стругацких, что именно они своим доносом организовали обыск на квартире Ивана Ефремова через месяц после кончины писателя. Юрий Медведев в 1989 году попытался ликвидировать Совет по приключенческой и фантастической литературе при Союзе писателей РСФСР (в правление которого входил Аркадий Стругацкий). Формальным основанием для этого явилось то, что возглавлявший тогда Совет Кир Булычёв не состоял в Союзе советских писателей. Присутствовал и существенный антисемитский подтекст. Стругацкие ответили жёстким по форме открытым письмом, с аналогичными обращениями обратились также Святослав Логинов, Антон Молчанов (Ант Скаландис), Всесоюзный совет клубов любителей фантастики. Александр Мирер в знак протеста забрал рукопись, переданную было для публикации в ВТО МПФ. Конфликт оказался исчерпан после краха плановой экономики, распада СССР и всех командно-административных литературных и издательских структур, практически не повлияв на творческую судьбу его участников. К началу 1990-х годов у ВТО МПФ уже не было необходимости сотрудничать с «Молодой гвардией»; по словам В. Владимирского, раздел прошёл «тихо, без шума и пыли, громких манифестов и взаимных обвинений».
Василий Владимирский утверждал, что ВТО МПФ уловило «дух времени», оперативно насыщая рынок фантастическими сборниками, «часто неровными… зато в конкурентоспособном количестве». Издательство Виталия Пищенко прекратило существование в 1992 году «исключительно из-за экономических и политических форс-мажоров постперестроечной эпохи». Семинар ВТО МПФ в 1989 году переместился в Тирасполь, в общей сложности в 1988—1995 годах прошло 25 всесоюзных и международных мероприятий. Критики Д. Байкалов и А. Синицын отмечали, что ВТО «вывели в люди» примерно половину всех печатавшихся в следующее десятилетие писателей-фантастов. «Объединение» проводило бесплатные семинары, на которых начинающие писатели «смотрели друг на друга, читали рукописи и начинали осознавать, что они „не твари дрожащие, а право имеют“, а если к этому добавить ещё и гонорары…». На фестивале «Фанкон-95» В. Пищенко был удостоен премии за развитие русскоязычной фантастики.

## Литературные особенности

### Контекст: две «четвёртых волны»
Литературовед Е. Ковтун обращала внимание, что государственный надзор над изданием фантастики в СССР 1950—1980-х годов привёл к резкому ограничению жанрово-тематического состава фантастической прозы и закреплению в читательском сознании определённого канона. Единственно возможным типом повествования о необычайном сделалась рациональная фантастика (научная фантастика), поддерживаемая критикой и самими писателями, в том числе находящимися в оппозиции к власти. Западническое крыло литераторов (в терминологии Д. Володихина) само выработало определённый стереотип, что только научная фантастика («твёрдая») является единственным видом фантастической литературы. «Младопатриоты», тяготеющие к издательству «Молодая гвардия», подвергались осуждению в том числе из-за тематики, связанной со славяно-русским фольклором, и жанровых экспериментов. То есть превалирование одного типа повествования о необычайном над остальными неизбежно сказывалось на состоянии художественной литературы в целом. Замыкание в рамках научно-технической фантастики неизбежно вело к сужению проблемного поля и снижению художественного уровня. «Застой» в советской фантастике после 1960-х годов объяснялся и исчерпанием основного проблемно-тематического круга: непротиворечивой картины счастливого будущего, взаимопонимания с иными обитателями Вселенной, внедрения в повседневность технических новинок, преобладания в обществе интеллектуалов, занятых духовным творчеством, и так далее. Выход из кризиса путём расширения жанровых границ был крайне затруднён, так как из-за доминирования рационально-атеистического мировоззрения и приверженности к «серьёзным» ценностям литературное начальство не приветствовало фэнтези, космических опер или боевиков. В этом контексте анекдотический характер приобрела внутренняя рецензия А. П. Казанцева на первый сборник Евгения и Любови Лукиных «Ты, и никто другой» (1983), в которой выражалась претензия, что «к научной фантастике рассказы… отношения не имеют, они никуда не зовут читателя, не заражают его идеями, не возбуждают у него тягу к знаниям, не направляют пути молодых людей во втузы».
В 2000 году писатель-фантаст Ант Скаландис проанализировал данную ситуацию «изнутри», с позиции профессионального литератора. С его точки зрения, научная фантастика представляла собой сложный социокультурный феномен XX века, литературную реакцию на НТР, политическое противостояние в глобальном масштабе и эсхатологические ожидания. Принципиальным её отличием от прочих направлений литературы была попытка литературного осмысления мира с привлечением методов современной науки. Данное направление прекратило существование примерно к 1990-м годам («как закончилась когда-то эпоха куртуазных или готических романов»), что легко можно проследить на материале творческой эволюции Стругацких.
В этом плане «четвёртую волну» советской фантастики, представленную именами писателей 1950-х годов рождения, ожидала нелёгкая судьба. В 1970-е годы столичный литературный бомонд, как в мейнстримной, так и в фантастической литературе, переживал раскол или, по крайней мере, размежевание на фоне борьбы за издательские лимиты между представителями разных поколений и идеологических течений. Редакция фантастики «Молодой гвардии» сознательно отмежёвывалась от авторов «четвёртой волны», до 1990 года ни один из представителей этого литературного поколения не издавался в серии «Библиотека советской фантастики». При этом власти не запрещали деятельность семинаров писателей-фантастов в Москве (руководитель Д. А. Биленкин) и Ленинграде (семинар Бориса Стругацкого), а также на периферии (в Баку, Томске и других городах). Семинары действовали на добровольных началах, не имели официального статуса и никак не влияли на издательскую политику, хотя московский семинар активно сотрудничал с издательством «Знание», имевшим неофициальную квоту на выпуск фантастики. Участники семинаров, не имевшие возможности публиковаться, повышали свои профессиональные навыки и писали преимущественно «в стол». Многие из них состояли в клубах любителей фантастики, получая небольшое, но вовлечённое сообщество читателей. Указанные особенности предопределили неудачу «четвёртой волны»: после наступления рыночной свободы «стало возможным и даже „модным“ не стыдиться собственных — любых! — литературных пристрастий», полудиссидентские интеллектуальные тексты были неинтересны широкой публике, а конкурировать с потоком переводной западной литературы могли очень немногие.
Д. М. Володихин, сравнивая «молодогвардейский» литературный лагерь и их оппонентов «четвёртой волны», отмечал, что не следует абсолютизировать моменты противостояния:

Тот же сциентизм, прогрессизм, что и у оппонентов. Вместо интернационализма — упор на постепенное движение к преобладанию славяно-русского ядра в культуре и политике. Ощутимый восточный эзотеризм и очень ощутимое неоязычество. Несомненно — космизм. Принципиальное антизападничество, советский патриотизм. Ставка на писателей-сибиряков — довольно разумная, поскольку вместе с ними в молодогвардейскую фантастику могли войти (в какой-то степени реально вошли) пафос первооткрывательства и романтика академгородков. Что-то такое советско-сибирско-языческо-энергетическо-русско-космисткое. Молодогвардейцы тоже вписывались в СССР и тоже — в реформированный. В сущности, они разрабатывали особую, славянизированную версию советского патриотизма и были готовы на то, что интеллигенция окажется в подчинённом положении к власти. Это виделось нормальным делом. Но при этом состав людей, контролирующих ключевых посты по культуре и политике в рамках СССР, должен был измениться в сторону славянской гомогенности и ярко выраженного антизападничества, самостоятельности.

### «Нуль-литература»
Глубинный анализ «школы Ефремова» представила израильский критик Майя Каганская (1938—2011). Согласно её мнению, данная «школа» оформилась сразу же, едва И. А. Ефремов был признан классиком научной фантастики. При этом литературная продукция «ефремовцев» явно отличалась как от предшествующих текстов шестидесятых годов, так и от текстов фантастов нового поколения, не принадлежавших этой группе:

Ефремовские ученики легко опознаются по особой, зыбкой атмосфере, присущей их произведениям, с намеренно размытой, почти не поддающейся пересказу фабулой. На неподготовленного читателя иные из этих текстов могут произвести впечатление чуть ли не параноидного бреда: аморфность повествования, неясные намёки, множество частично раскавыченных цитат, перегруженность именами великих творцов прошлого и настоящего (философов, поэтов, художников, композиторов), притом что всё это культурное изобилие странным и тягостным образом сопровождается дурным, подчас безграмотным русским языком и отсутствием собственно литературных достоинств.
Резкое снижение литературного уровня продукции «Молодой гвардии» в 1980-е годы отмечали практически все критики-фантастоведы. Так, Нина Чемоданова (под псевдонимом «К. Милов») сетовала, что когда-то каждый из новых молодогвардейских сборников «Фантастика» становился событием, «праздником для читателя», тогда как в дальнейшем произошла деградация. Критик также задавался вопросом, что заставляло писателей «гнать» своих героев из современности в далёкое прошлое, и отчасти объяснял это воздействием западной фантастики того времени. Примерно так же характеризовал щербаковскую продукцию 1980-х годов Роман Арбитман: «С начала 1980-х от этих сборников уже никто из читателей не ждёт приятных неожиданностей, живых текстов здесь уже практически не остаётся. Технофобия, антизападничество, идеализация патриархального далёка и доведённая до полного абсурда „фоменковщина“ (мол, Гомер и русский Боян — один и тот же человек) сделались в порядке вещей».
Всеволод Ревич возвращался к утверждению о сугубо ремесленной беспомощности «нуль-литературы», граничащей с графоманией. Несколько критиков одним из наиболее одиозных писателей «школы Ефремова» называли Дмитрия Де-Спиллера. В. Ревич обратил внимание, что Ю. Медведев в предисловии к сборнику рассказов Де-Спиллера «Поющие скалы» фактически совершил акт разоблачения, отметив, что сюжеты рассказов монотонны, а персонажи полностью лишены индивидуальности, деперсонифицированы, напоминая своей рациональностью роботов. Однако здесь же сказано, что «владение литературным мастерством — дело второстепенное, для фантаста „парадоксальность“ поважнее». Предельно жёстко В. Ревич оценивал роман В. Щербакова «Семь стихий». В романе, действие которого происходит через двести лет, не содержится никаких сведений о тамошней социальной «гармонии», равно как и способе, которым она была достигнута. Более того, «в этом гипотетическом обществе по каждому поводу возникают легенды, так что невольно появляется мысль: не вернулось ли человечество к мифологическому уровню осмысления действительности?» Основное действие в романе Ревич свёл к амурным похождениям журналиста Глеба, которые живописал самым саркастическим образом: «Герой явился на свидание к даме сердца, а на её месте оказалась другая, что было обнаружено лишь, как бы это сказать помягче, после окончания церемонии». Проект улавливания солнечной энергии для подогрева океанических вод именуется «чудовищным с экологической точки зрения». Негодование Ревича вызвала сцена, в которой Глеб подглядывает за возлюбленной во время купания. Завершается обзор романа риторическим вопросом: «Зачем автору понадобилось так далеко забираться за хребты веков, ведь измываться над океанами, к несчастью, удаётся и в наше время, равно как и подглядывать за купающимися девушками, если, конечно, в этом мероприятии есть суровая необходимость?» Щербаков ответил на критику, заявив, что её побудительным мотивом является желание «свести счёты», что Глеб любит объект своего созерцания, а солнечная энергия — «самая экологичная». Критик обвинялся в искажении сюжета книги при пересказе. В реалиях того времени Щербаков, вероятно, опасался не столько осуждения слабого писательского мастерства, сколько обвинений в «аморалке». Обмен резкостями между Ревичем и Щербаковым коснулся даже тогдашних клубов любителей фантастики и отразился на статьях Сергея Переслегина («Фантастика и процесс познания») и Вадима Казакова («О принципах нуль-полемики»), одновременно увидевших свет в фэнзине «Оверсан» (1988, № 2). Аркадий Стругацкий в докладе на пленуме Совета по приключенческой и научно-фантастической литературе при Союзе писателей СССР (май 1986 года) с предельной откровенностью заявил, что «писать хуже, чем писаны… „Семь стихий“ В. Щербакова — занятие для халтурщиков!».
Критик В. Владимирский в отношении последующих публикаций ВТО МПФ указывал:

Авторов… не объединяли общие мотивы, общие темы или любимые сюжетные ходы. Сборники Всесоюзного творческого объединения поражали прежде всего эстетической эклектикой: словно кто-то разброшюровал советские фантастические книги 1920-х, 1950-х, 1970-х — и собрал их заново в случайной последовательности. Полупрозрачные изобретатели вещали о чудесных изобретениях, которые навсегда изменят мир, космические корабли бороздили просторы Солнечной системы, представители спецслужб с усталыми и добрыми глазами расследовали паранормальные явления — сегодня имена большинства этих писателей без подсказки не вспомнит даже библиофил.

### Мифология «школы Ефремова»
Философ и публицист Борис Межуев, цитируя о. Серафима (Роуза), именовал научную фантастику «антихристианской крипто-религией», которую можно рассматривать в контексте с культом НЛО или экстрасенсов. Обобщая, можно утверждать, что важнейшей темой фантастической литературы XX века являлось столкновение человечества с новой реальностью, «неожиданное обнаружение которой как бы завершало процесс разрушения традиционных религиозных верований и базирующейся на них социальной этики». Соответственно, это не исключало «схватывания» в образной форме важнейших общественных тенденций современности.
Согласно М. Каганской, маркером «школы Ефремова» является перенос обычного для научной фантастики интереса к будущему на прошлое. Аналоги данного явления могут быть прослежены и на Западе, где в 1970-е годы оформляется фантастическое течение, ориентированное на культурологию и культурную антропологию. Однако контекст совершенно иной: интерес к российскому прошлому «в рамках официальной советской культуры… дал возможность консолидироваться русской националистической и откровенно шовинистической общественности, а за пределами советской культуры — противопоставить русскую историю погубившей её советской». «Ефремовцы» избрали главным предметом своего описания «сумерки предыстории», архаику, которая предстаёт как «полигон для испытания и воплощения историософских концепций, которые невозможно развивать на имеющемся историческом материале». Сюжетное разнообразие скрывает примитивную чёрно-белую схему борьбы Света и Тьмы. Даже у В. Назарова («Силайское яблоко») присутствует инверсия ситуации повести Стругацких «Трудно быть богом». Герой занесён на далёкую планету, где правит Великий Кормчий, чертами биографии и личности напоминающий И. В. Сталина. Так же, как и у Стругацких, герой — инспектор земной службы безопасности — сталкивается с нетипично разворачиваемой революционной ситуацией и выясняет, что диктатор — не более чем подставное лицо для подлинной власти Ордена проницательных. Революция началась не из-за реальных общественных противоречий, а только из-за развязанной Орденом смуты. Члены Ордена маркируются использованием «русско-еврейского» языка, ориентированного на бабелевские приёмы.
Роман В. Щербакова «Чаша бурь» ещё более показателен: предельно легко отличить носителей Добра (потомков этрусков) от потомков атлантов, агентов Зла. Оказывается, человечество делится на голубоглазых блондинов (этруски) и черноглазых брюнетов (атланты). У брюнетов «затенённые, набухшие, как бы натруженные веки» и выпуклые глаза, которые «находятся как бы перед лицом». Не менее важной опознавательной чертой является нос: носители высокой спинки носа — потомки атлантов, лица со средней спинкой носа — это тип этрусский. Присутствует и эротическое соперничество как символ борьбы за чистоту и душу расы: некий заезжий гастролёр покушается на невесту героя, «дивную белокурую этруску». Ближе к финалу романа выясняется, что против главного героя-археолога, против мировой науки и всего прогрессивного человечества составлен космический заговор. Этруски — древний народ, предки современных русских. После гибели Атлантиды этруски-протославяне поселились на далёкой планете; Космическая Этрурия — небесная покровительница нынешней России. Вся история человечества стоит под знаком глобального доисторического конфликта двух рас, этрусков и атлантов. Подобного рода подробности позволили М. Каганской назвать роман «бредовым». При этом Щербаков признаётся наиболее близким основателю школы — Ивану Ефремову — «по масштабности поставленных проблем и несколько безумному способу их интеллектуального и литературного решения».
В сборнике «Искатель» (1982) увидела свет повесть А. Сербы «Никакому ворогу», действие которой отнесено к моменту мести княгини Ольги древлянам, убившим Игоря. Хазары представляют для Руси бо́льшую угрозу, чем варяги и византийцы. Хазарский лазутчик, стремясь сделать представителей своего народа «головой и умом» славян, сеет раздоры между княжеским двором и дружинниками (между властью и «гражданами»), разлагает, развращает, продаёт и предаёт, пока не гибнет от руки простого киевского воина. Ближе к финалу становится ясным метаисторический смысл описанных в повести событий: Святослав уничтожает Хазарский каганат, и славянские воины распахивают «место разбойничьей столицы». Как известно, на месте разрушенного Карфагена борозду плугом провели римские воины, и та же участь постигла Иерусалим после Иудейских войн. А. Серба и не скрывает, что Киевская Русь и её наследница Россия — это реинкарнация Римской империи, а Хазарский каганат — новая Иудея. Подобного рода исторические нестыковки являются проявлением единой концепции, принятой в «школе Ефремова»: всё индоевропейское язычество рассматривается как единая религиозно-этическая система славянского происхождения.
Майя Каганская рассматривала все «волны» советской фантастики как литературные ответы на реальную ситуацию, когда писатели стремятся научить читателей рассматривать и переживать проблемы социума. Фантастика 1960-х годов действовала в прямой перспективе будущего и в обратной перспективе прошлого, то есть история и космос нераздельны, это символ времён и пространств, в которых действует ответственная личность. «Ефремовскую» фантастику 1980-х годов М. Каганская именовала в прямом смысле реакцией на шестидесятническую фантастику. Находятся и параллели в мэйнстримной советской прозе: роман-эссе В. Чивилихина «Память», изданный в 1981—1985 годах шестимиллионным тиражом, содержит «не только полный набор идей „ефремовцев“, но и целые страницы, дословно воспроизводящие их теоретические рассуждения». Историк Н. А. Митрохин связывал с данными тенденциями и самого И. А. Ефремова. Напротив, историк и фантастовед В. В. Комиссаров отмечал, что как отдельное направление «школа Ефремова» оформилась в 1970-х годах и к самому Ивану Антоновичу практически не имела отношения.